# Dira (ort)
Dira är en ort i Burkina Faso.   Den ligger i regionen Boucle du Mouhoun, i den västra delen av landet, 270 km väster om huvudstaden Ouagadougou. Dira ligger 283 meter över havet och antalet invånare är 3 209.
Terrängen runt Dira är platt. Närmaste större samhälle är Daboura, 14,4 km söder om Dira.
Omgivningarna runt Dira är en mosaik av jordbruksmark och naturlig växtlighet. Runt Dira är det ganska tätbefolkat, med 65 invånare per kvadratkilometer.